# 李潤澤
李 潤澤（イ・ユンテク、이윤택、1952年 - ）は韓国の詩人、劇作家、演出家である。慶尚南道釜山市（現・釜山広域市）出身。自身の劇団にて複数の女性団員を妊娠させるなど、「マッサージ」と称して性的暴行を繰り返してきたことが告発されて失脚した。

## 略歴
慶南高校でのちに第19代韓国大統領（2017年5月10日～）となる文在寅と同じクラスだった。
韓国放送通信大学校卒業後、27歳で詩人としてデビュー。1986年ごろに自身の劇団「演戯団コリペ(연희단거리패)」を立ち上げ、伝統演戯を現代芸術とした「文化ゲリラ」として評価を受けることになる。密陽市にて廃校となった小学校を借りた演劇村を作り、「演戯団コリペ」の俳優やスタッフと寝食をともにして、朝鮮後期の大衆芸能集団「ナムサタンベ」に近い共同体を作った。
代表作「オグ-死の形式」は、2003年に自身の監督により「オグ」として映画化されている。
2012年の韓国大統領選挙で高校の同級生の文在寅の応援演説を行ったことで、朴槿恵政権（2013年2月25日～2017年3月10日）によって「文化界のブラックリスト（朝鮮語: 박근혜_정부의_문화예술계_블랙리스트）」に入れられ、文化芸術委員会の「アルコ文学創作基金」の戯曲分野の審査で作品「花を捧げる時間」が100点を取り1位を記録しながらも選定対象から脱落し、支援対象から外された。

### 常習的性的暴行
2018年。昔から性的暴行を繰り返してきたこと、「マッサージ」を拒否した女性らには、女性らの先輩かつ自分傘下の男女団員の前で悪口に晒して、その場で役柄から外すなど卑劣なことを長年してきたことが告発された。妊娠で苦しんだ女性らは先輩の男女から更に攻撃を受けて、組織的に隠蔽してきたことも告発された。「君が私を拒否したり、受け入れないか、私の言葉によく従わなければ君が他の場所に行って演劇をしないようにすることもできる」と脅迫して性的暴行してきた。
この事件は韓国の演劇界の閉鎖的な構造に原因があるとされ、韓国演劇演出家協会は彼を永久除名とし、「演戯団コリペ」の解体、および演劇村の閉鎖が発表された。その後ユンテクは当局に拘束され、2018年9月19日にソウル中央地裁は彼に懲役6年を言い渡した。また、80時間の性暴力治療プログラム履修と10年間の就職制限を命じた。

## 受賞歴
- 1986年、「我々は、今ジェネバーへ行く」 大鐘賞脚本賞
- 1991年、東亜演劇賞 演出賞、作品賞
- 1995年、大山文学賞戯曲賞
- 1995年、百想芸術大賞

## 主な作品
「오구, 죽음의 형식」(オグ、死の形式)、「산너머개똥아」(山越、ケトン)、「햄릿」(ハムレット)、「가인」(カイン)、 「바보각시」(バカ嫁)、「도솔가」(兜率歌)、 「살아있는 동안은 날마다 축제」(生きている間は、毎日が祝祭)、 「시민K」(市民K)、「문제적 인간 연산」(問題的な人間、燕山)、 「청바지를 입은 파우스트」(ジーパンを履いたファウスト) 
日本演劇では静岡県舞台芸術センターの舞台「ロビンソンとクルーソー」（ニーノ・デイントローナ、ジャコモ・ラビッキオ作、2008年）、「小町風伝」（太田省吾作、2015年）などを手がけた。